# Proto Motors Spirra
La Proto Motors Spirra est un coupé sportif produit par le constructeur automobile sud-coréen Proto Motors depuis 2004.